# Manuel Enrique Torres
Manuel Enrique Torres y Gómez (Úbeda, 28 de septiembre de 1861-Sanlúcar de Barrameda, 7 de abril de 1923) es un escolapio y romanista español.

## Biografía
Ingresó como escolapio en Alcalá de Henares (13-II-1876); estudió filosofía y teología en León y allí emitió votos solemnes el 12-VI-1881. En 1883 el vicario general Juan Martra lo llevó como secretario a Barcelona y allí sirvió de ayudante al padre Carlos Lasalde escribiendo diversos artículos de filología en Revista Calasancia. Por entonces hizo un primer esbozo de su Gramática comparada de la lengua castellana, que luego volvió a imprimir en 1899 con notas explicativas. Enseñó en el instituto de Sanlúcar de Barrameda y en la Escuela Oficial de Comercio de la capital francés, inglés y literatura. Privadamente se aficionó a hacer observaciones astronómicas y estudió la lengua hebrea, dejando inédita una Gramática de esta. En 1907 fue a Roma solicitado por el general de su orden Manuel Sánchez para trabajar como secretario del mismo, y allí consiguió la aprobación de Pío X del decretum laudis para la Congregación de las Hijas de la Divina Pastora. Ya muy enfermo volvió a España en 1920 y fue destinado a Sanlúcar de Barrameda.

## Obras
- Gramática histórico-comparada de la lengua española (Madrid: Sáenz de Jubera hermanos, 1899)[3]